# Mesochorus pascuus
Mesochorus pascuus là một loài tò vò trong họ Ichneumonidae.